# Illinoia goldmaryae
Illinoia goldmaryae är en insektsart som först beskrevs av Frank Hall Knowlton 1938.  Illinoia goldmaryae ingår i släktet Illinoia och familjen långrörsbladlöss. Inga underarter finns listade i Catalogue of Life.